# Eucoelophysis
Eucoelophysis baldwini
Genre
Espèce
Eucoelophysis est un  genre éteint de dinosauriformes ayant vécu au Trias supérieur (Norien), et a été découvert dans la formation de Chinle au Nouveau-Mexique (États-Unis).
Une seule espèce est rattachée au genre, Eucoelophysis baldwini.

## Classification
Supposé être un coelophysidé lors de sa description initiale, une étude réalisée par Nesbitt a constaté que c'était en réalité un proche parent de Silesaurus, ce qui a été confirmé indépendamment par Ezcurra en 2006, qui a trouvé qu'il s'agissait d'un taxon-frère de Dinosauria et que le taxon Silesaurus en était l'élément le plus primitif.
Cependant, les relations de Silesaurus sont incertaines. Dzik estime que c'était un dinosauriforme (un groupe d'archosaures à partir duquel ont évolué les dinosaures), mais n'a pas exclu la possibilité qu'il s'agissait d'un ornithischien primitif.